# Forte VFX1

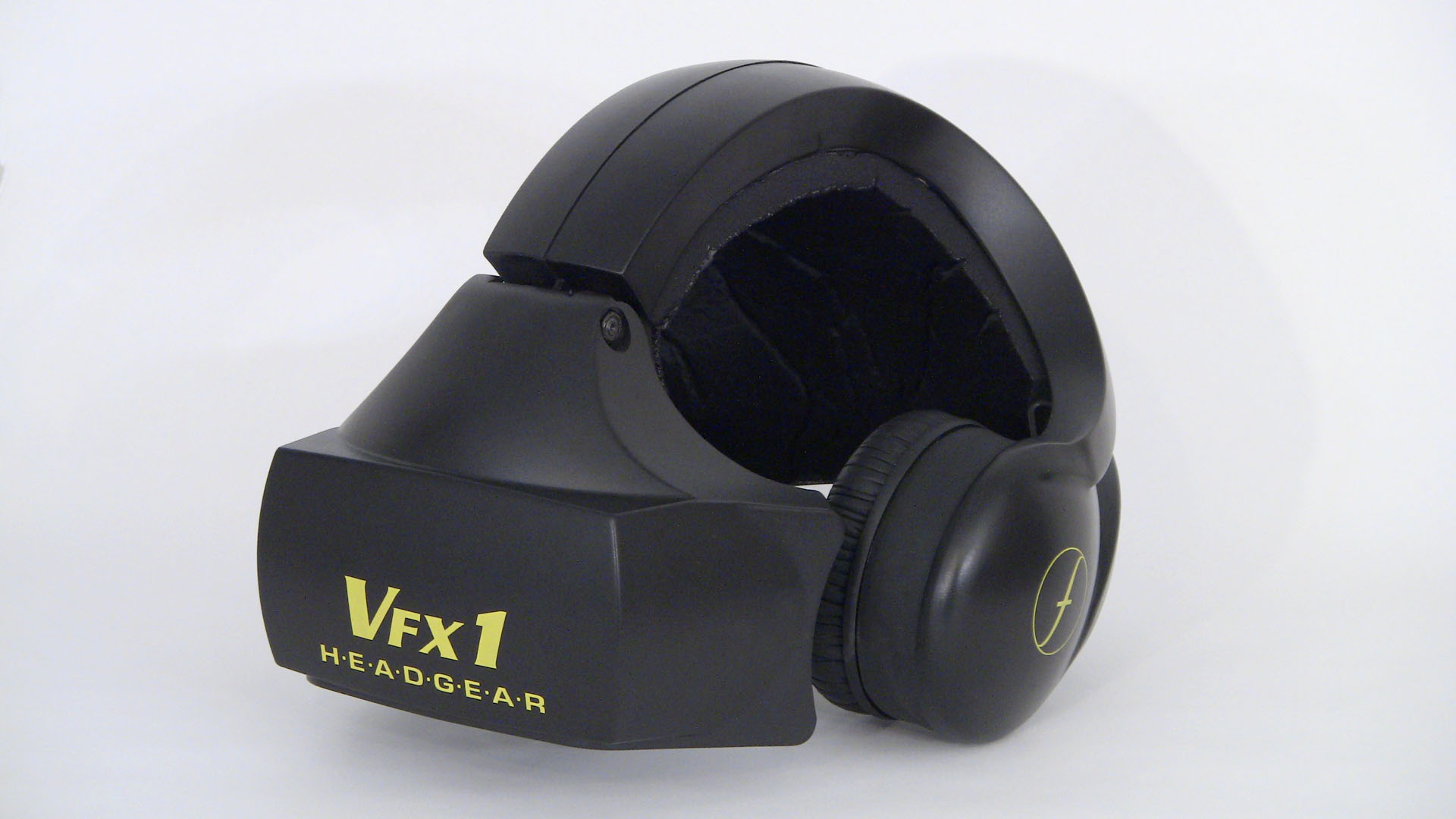
Forte VFX1

Forte VFX1 var en VR-hjälm som släpptes 1995. Den bestod av en hjälm, en handkontroll och en ISA-gränssnittskort samt hade head tracking, stereoskopisk 3D och stereoljud. När den först släpptes kostade den 695 amerikanska dollar.

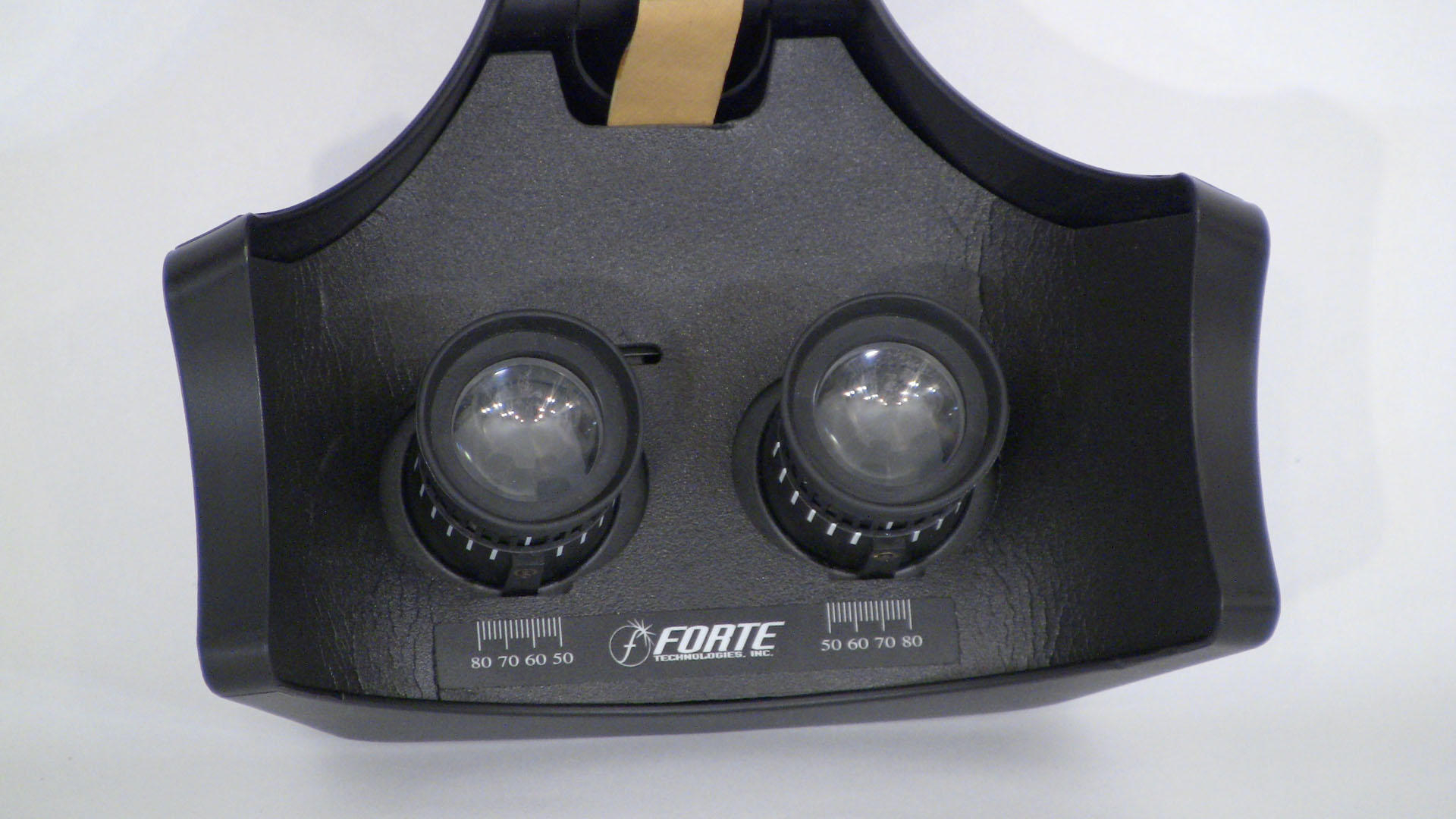
Linserna inuti VR-hjälmen.